# Developmental coordination disorder

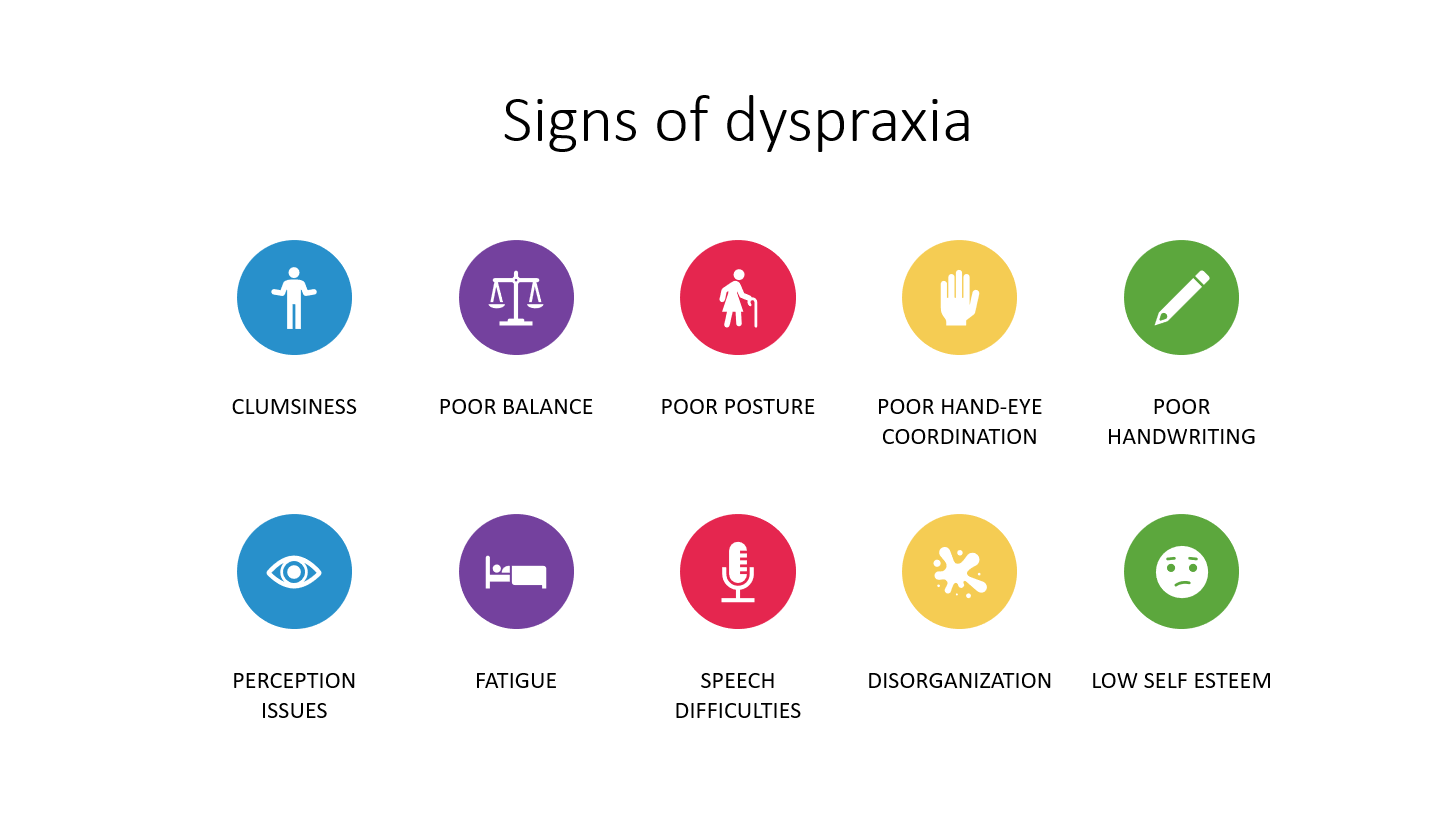
Tecken på dyspraxi

Developmental coordination disorder (DCD), även termer som utvecklingsmotorisk koordinationsstörning, utvecklingsdyspraxi eller helt enkelt dyspraxi används (från antikgrekisk praxis "aktivitet"), är en neuropsykiatrisk funktionsnedsättning som kännetecknas av försämrad koordination av rörelser. Diagnosen kännetecknas av svårigheter i fin- och/eller grovmotoriska rörelser som stör aktiviteter i det dagliga livet. Nivån av motoriska färdigheter är väsentligt lägre än vad som förväntas med tanke på individens ålder. Svårigheterna kan uppträda som klumpighet, långsamhet och felaktig utförande av motorik (t.ex. att fånga föremål, använda bestick, handstil, cykla, använda verktyg eller delta i lagsporter eller simning).
En diagnos av DCD uppnås endast i frånvaro av andra neurologiska funktionsnedsättningar såsom cerebral pares, multipel skleros eller Parkinsons sjukdom. Tillståndet är livslångt och debuterar i tidig barndom.
Världshälsoorganisationen (WHO) erkänner DCD som ett tillstånd och har publicerat sin definition i International Classification of Diseases.
American Psychiatric Association (APA)'s Diagnostic and Statistical Manual, DSM-5 klassificerar Developmental Coordination Disorder (DCD) som en motorisk störning. Det beskrivs ofta som en störning i färdighetsinlärning eller motorisk inlärning, där inlärning och genomförande av samordnade motoriska färdigheter är väsentligt lägre än vad som förväntas med tanke på individens ålder. Olika utvecklingsområden kan påverkas av DCD och dessa kan kvarstå även i vuxen ålder.
Hos barn kan DCD visa sig som försenad utveckling av sittande, krypande, gång; dålig förmåga eller svårigheter med aktiviteter som springa, hoppa, kasta/fånga, idrotta och simma. Även längre tempo, frekvent snubbling och blåmärken, dålig handstil, svårigheter att använda bestick eller knyta skosnören.
Bevis från forskning och klinisk praxis indikerar att DCD inte bara är en fysisk nedsättning, och det kan finnas brister i exekutiva funktioner, beteendeorganisation och emotionell reglering som sträcker sig bortom de motoriska funktionsnedsättningarna och som är oberoende av diagnoser av samsjuklighet.

## Dyspraxi
Dyspraxi har tidigare använts som namn för denna funktionsnedsättning som sedan 1994 benämns Developmental coordination disorder.
Diagnoskriterierna skiljer sig åt i olika länder. I Sverige talar man om oral dyspraxi, verbal dyspraxi och motorisk dyspraxi. Verbal dyspraxi innebär svårigheter när det gäller den motoriska programmeringen av talrörelser och oral dyspraxi innebär generella svårigheter att viljemässigt styra munmotoriken.
Dyspraxi har inte något att göra med intelligensen. Dyspraxi påverkar samspels- och kommunikationsmöjligheterna och kan i vissa fall även leda till depressioner.

## Grovmotorik
Helkroppsrörelser och motorisk koordination innebär att viktiga milstolpar i utvecklingen, som t.ex. gå, springa, klättra och hoppa, kan påverkas. Svårigheterna varierar från person till person och kan omfatta bland annat:
- Nedsatt balans. t.ex. svårt att gå i trappor eller att stå upp och stå upp vid påklädning.
- Svårigheter med aktiviteter som kräver förändring av kroppsposition i förhållande till omgivningen. T.ex. i sport/idrott
- Spilla, tappa och slå omkull föremål eller gå in i personer av misstag.
- Kan ha svårigheter att lära sig specifika moment som att hoppa, cykla, fånga en boll[8]

## Finmotorik
Finmotoriska problem kan orsaka svårigheter med en mängd uppgifter som att t.ex. använda kniv och gaffel, knäppa knappar och knyta skosnören, laga mat, borsta tänderna, styla håret, raka sig.

## Associerade diagnoser och sekundära konsekvenser
DCD förekommer ofta tillsammans med andra neuropsykiatriska funktionsnedsättningar. Vanligast är att ADHD förekommer samtidigt i uppskattningsvis 50% av fallen, men även autistisk spektrumstörning (ASD), Språkstörning och inlärningssvårigheter förekommer tillsammans med DCD.

## Prevalens
Man uppskattar att 5–6% av barn och vuxna drabbas av detta tillstånd.

## Behandling
Det finns inget botemedel mot DCD. Fysioterapi eller arbetsterapi kan hjälpa dem som lever med tillståndet.

## Andra termer
Många andra namn har och används fortfarande för DCD. Bland annat; utvecklingsapraxi, störning av uppmärksamhet och motorisk perception (DAMP) dyspraxi, utvecklingsdyspraxi och "motoriska inlärningssvårigheter".
Världshälsoorganisationen listar för närvarande DCD som "Specific Developmental Disorder of Motor Function".